# Reinaldo Lenis
Reinaldo Lenis Montes (Cáli, 20 de Julho de 1992), é um futebolista colombiano que atua como meia ou atacante. Atualmente joga pelo Al-Adalah.

## Carreira

### Argentinos Juniors
Formado nas categorias de base do Argentinos Juniors, estreou em 2013, onde ele rapidamente começou a ser usado.Seu primeiro gol foi pelo Campeonato da Primeira Divisão argentina 2012/13, contra o Independiente, partida que terminou em 3-1 para equipe adversaria.
Em 28 de agosto de 2015, marcou dois gols na vitória por 4-0 sobre Crucero del Norte.

### Sport
Em 6 de janeiro de 2016, o Sport anunciou a compra de 100% dos direitos econômicos de Lenis. Segundo o site do Argentinos Juniors,foi divulgado que a compra dos seus 50% custou de 790 mil dólares. Segundo a cotação atual, uma bagatela de R$ 3,16 milhões. Simplesmente, o maior investimento da história do futebol pernambucano. Já com relação a negociação junto ao grupo de investidores, a diretoria rubro-negra não deu detalhes. Porém, segundo apurou a reportagem, o Sport não desembolsou mais por conta disso. Porém, se comprometeu em assegurar o repasse dos 50% do valor de uma futura venda a esse grupo. Marcou seu primeiro gol em partidas oficiais pelo Sport na partida contra o Central, em Caruaru, em partida válida pela 3ª rodada do Campeonato Pernambucano 2016. Teve uma excelente participação na vitória no clássico contra o Náutico, marcando um bonito gol e criando a jogada que fechou o placar na vitória de 2x0 na Ilha do Retiro. Tem se destacado com jogadas de efeito, muita habilidade e velocidade, criando muita dificuldade para seus marcadores.

## Títulos
Sport
- Taça Ariano Suassuna: 2016, 2017, 2018
- Campeonato Pernambucano: 2017